# Фонтан Дубай
Фонтан Дубай — музичний фонтан, розташований на штучному озері площею понад 12 га поруч з хмарочосом Бурдж-Халіфа в центрі Дубая. Проектуванням системи фонтану займалася каліфорнійська компанія WET, яка також відома музичним фонтаном перед готелем Белладжіо в Лас-Вегасі. Це один з найбільших і найвищих фонтанів у світі. Його довжина становить 275 м, а висота струменів досягає 150 метрів, що приблизно дорівнює висоті 50-поверхового будинку. І тим не менш, це всього лише одна п'ята частина висоти хмарочоса. Фонтан підсвічений 25 кольоровими і 6600 точковими прожекторами.

## Історія
Про будівництво фонтану компанія-забудовник Emaar оголосила в червні 2008 року. Тоді ж була оголошена проектна вартість 800 млн. дирхам ($218 млн). У вартість входить будівництво водойми, самого фонтану і системи фільтрації. Ім'я фонтану було обрано в результаті конкурсу, результати якого були оголошені 26 жовтня 2008.
Тестові запуски фонтану почалися в лютому 2009 року,, а офіційне відкриття фонтану відбулося 8 травня 2009 року спільно з церемонією відкриття Dubai Mall.
2 січня 2010 року з'явився анонс, що висота струменів фонтану Дубай може бути збільшена до 275 м.

## Технічні можливості

Схема фонтану Дубай

Фонтан Дубай може підняти в повітря до 83 тонн води в секунду. В його системі використовується 6600 точкових і 25 кольорових прожекторів. В кінці 2010 року фонтан отримав два нових компонента — газові форсунки і димогенератори, що дозволяють створювати ефект вогню і диму. Фонтан Дубай може створювати в повітрі струменя різних форм. Промені світла від фонтану можна побачити в радіусі 32 км.
Роботу фонтану Дубай забезпечують кілька насосів високого тиску, форсунок і водонапірних пристроїв: рухливі форсунки створюють імітацію танцю водяних струменів, а кілька водяних гармат різної потужності можуть підняти струменя води у повітря на висоту до 128 м. Найбільш потужні водяні гармати використовуються у шоу всього кілька разів у зв'язку з необхідністю перезарядки, яка вимагає деякого часу.

## Композиції

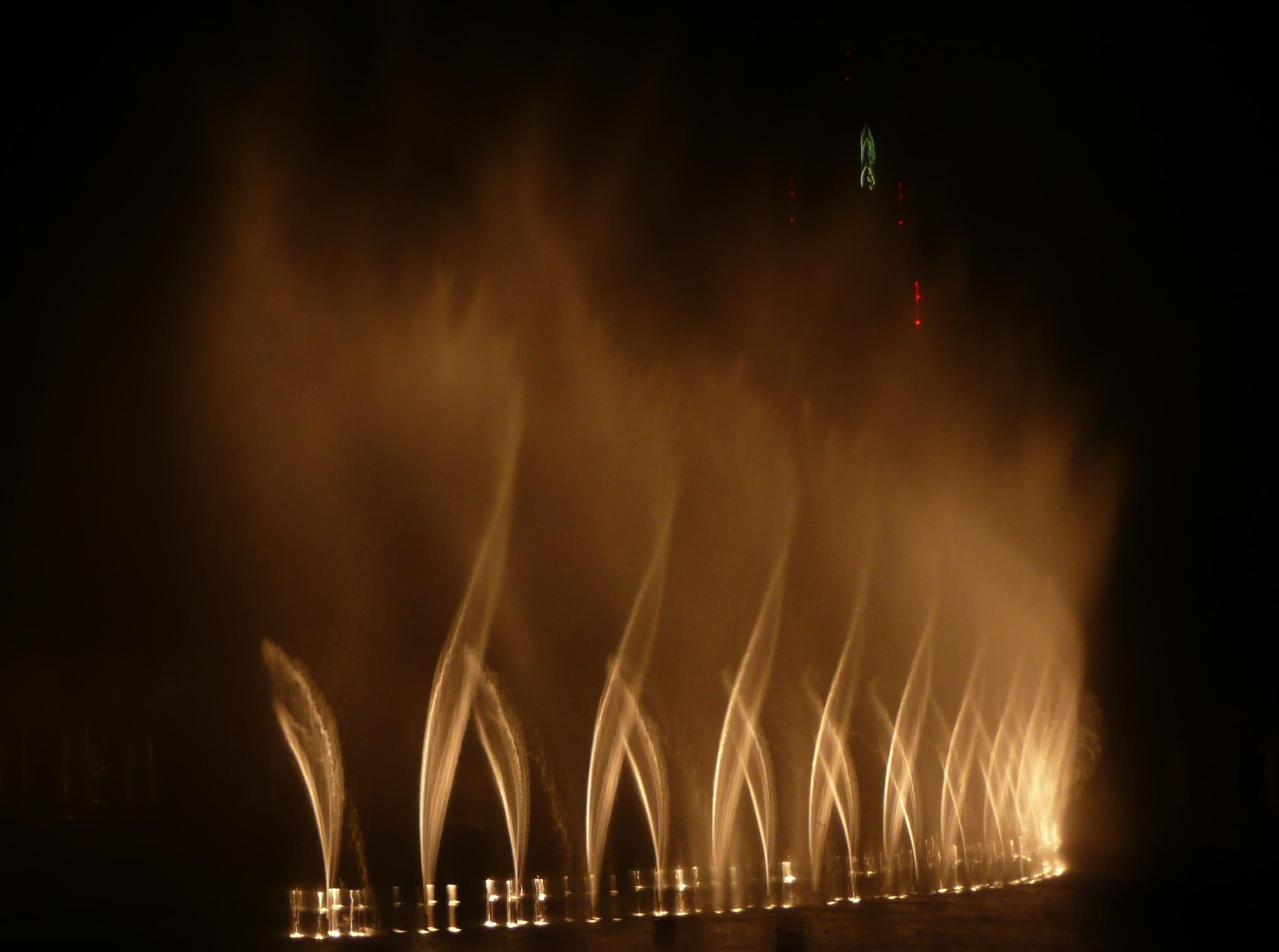
Фонтан Дубай виконує пісню «Bassbor Al Fourgakom».

Анімацію фонтану надають джерела світла і музичний супровід. Його можна побачити з будь-якої точки озера і розташованих поблизу будівель. Шоу проходить щодня з 18:00 до 23:00, кожні 30 хвилин.
Музичні композиції, які супроводжують гру струменів фонтану Дубай:
- «Sama Dubai», в честь Шейха Мохаммеда, яке зазвичай стає першим шоу дня
- «Baba Yetu» («Отче наш»), пісня мовою суахілі, удостоїлася премії «Греммі» з гри «Civilization IV», Крістофер Тін.
- «Shik Shak Shok», арабська пісня Hassan Abou El Seoud.
- «Inshed An Aldar» («Ask About Home»), пісня, написана в ОАЕ спеціально для відкриття Бурдж-Халіфа 4 січня 2010
- «Con te Partirò» («Time to Say Goodbye»), пісня у виконанні Андреа Бочеллі і Сари Брайтман.
- «Dhoom Thana», пісня на мові хінді, з фільму «Коли одного життя замало».
- «Waves» («Amvaj»), Bijan Mortazavi.
- «Bassbor Al Fourgakom», виконується артистом ОАЕ Hussain Al Jasmi[en].
- «I Will Always Love You», пісня Вітні Г'юстон з фільму «Охоронець»
- «All Night Long (All Night)[en]» пісня Лайонел Річі
- «The Magnificent Seven», пісня Елмера Бернстайна з фільму Чудова сімка
- «Thriller», пісня Майкла Джексона
- «Ishtar Poetry», пісня Furat Qaddouri
- «Mon Amour», пісня Shiraz
- «O Mio Babbino Caro», пісня Дами Кірі Ті Канава
- «Enta Omri», пісня Hossam Ramzy
- «The Prayer[en]» пісня Селін Діон і Андреа Бочеллі
- «Lana Allah», пісня Mohammed Abdu
- «Ezel», пісня з серіалу Езель
- «Flying Drum» (Vertical Orchestra — Drums)
- «Butterfly Lovers' Violin Concerto[en]»
- «Ensan Akthar»
- «Everybody On» представлена компанією HP (показувалася протягом одного місяця у жовтні 2011)
- «Ain't No Mountain High Enough» представлена компанією DHL (показувалася протягом одного місяця у жовтні 2011)
- «Ishy Bilady», гімн ОАЕ
- «Time to say goodbye» виконують: Andrea Bocelli і Luciano Pavarotti
- «Mission Impossible», музика з однойменного кінофільму
- «Aa Bali Habibi», пісня Elissa
- «Wen bie», пісня Jacky Cheung
- «Любов схожа на сон», пісня Алли Пугачової
- «Power», пісня EXO[5]
- "The Sound of Silence" - Disturbed
- "Blood Upon the Snow" - Bear McCreary feat. Hozier

Також в роботі фонтану є інтерлюдії, коли фонтан показує свої можливості без музичного супроводу.

## Фотогалерея

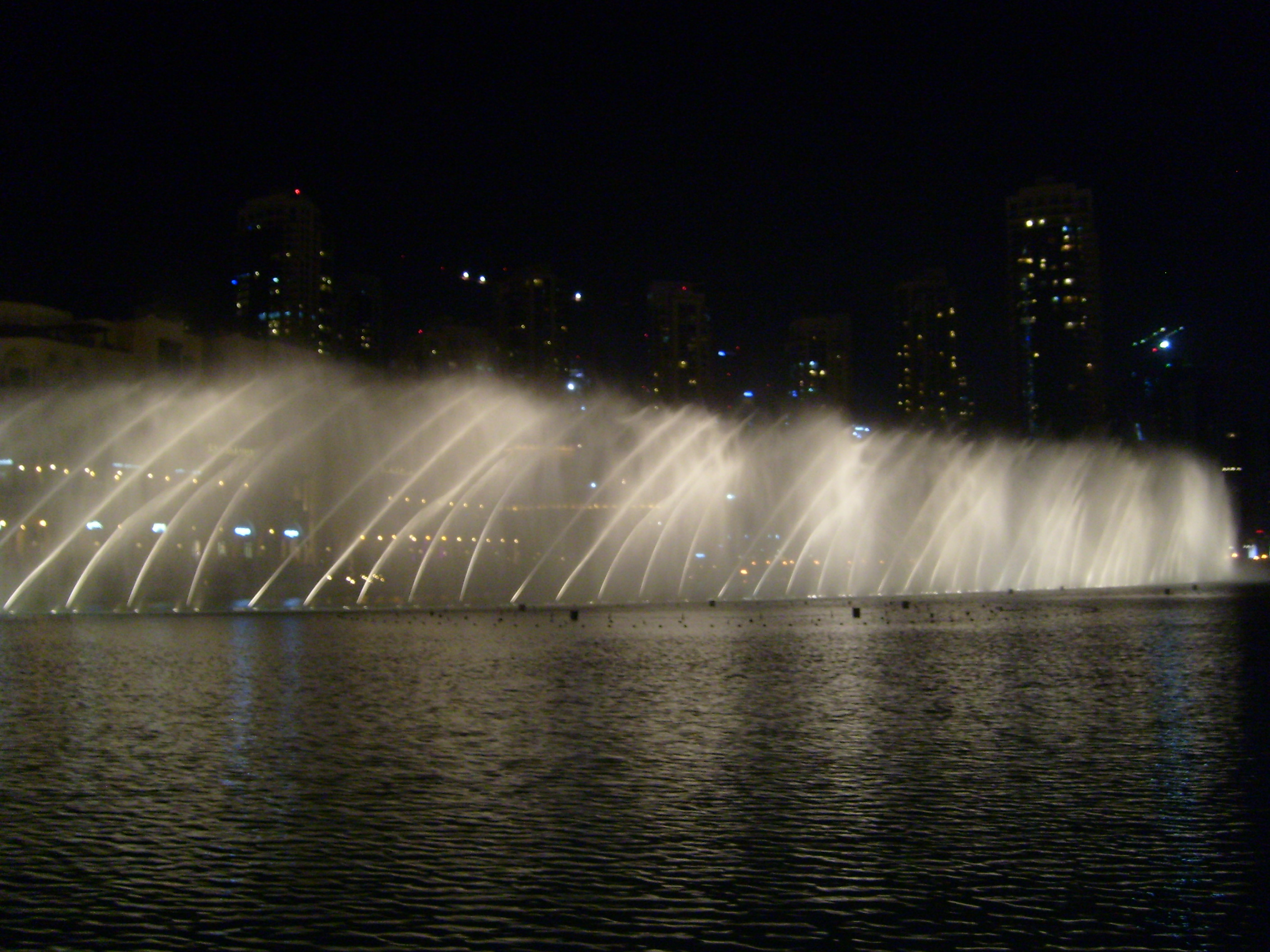
12 грудня 2011
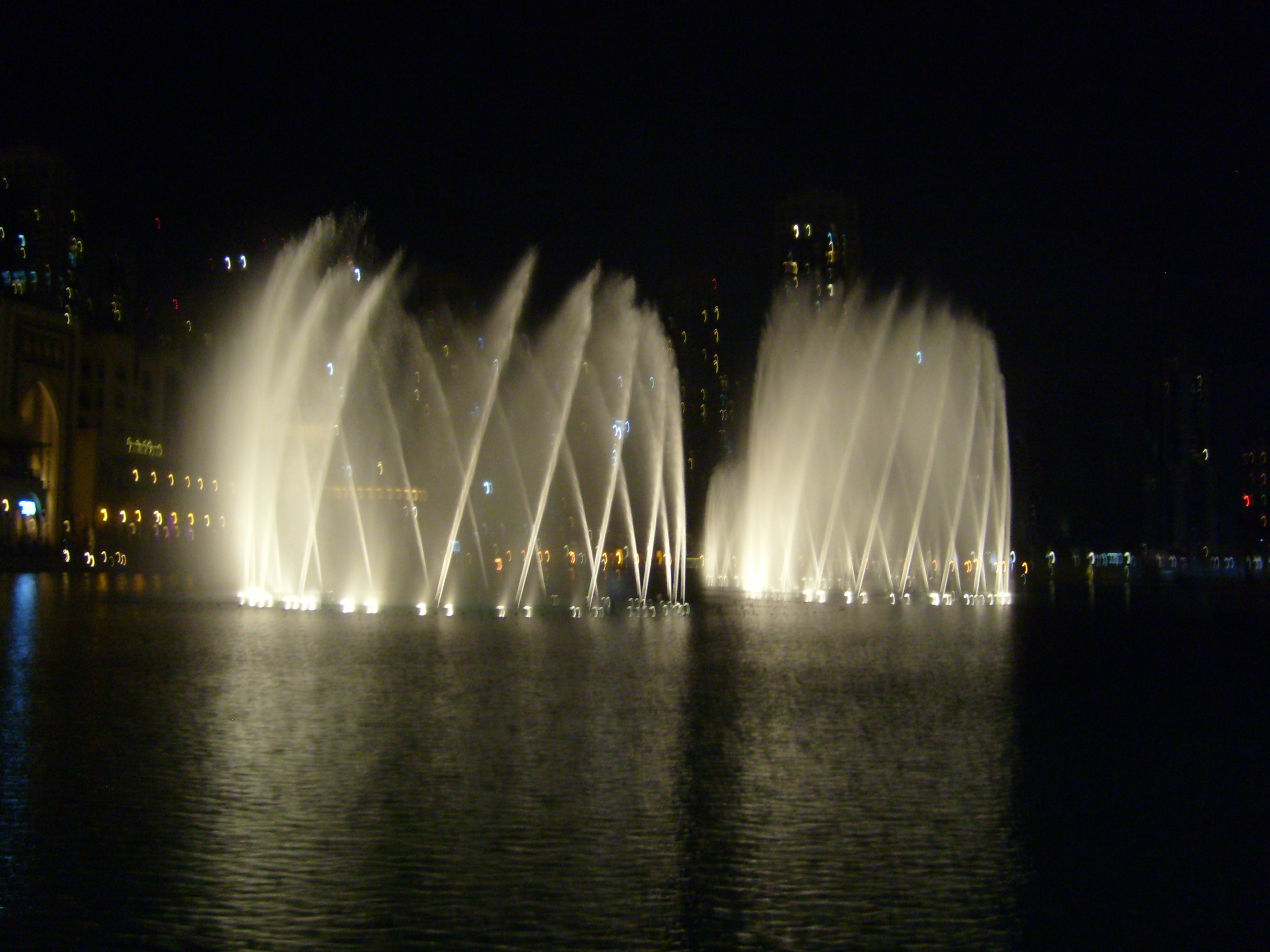
12 грудня 2011
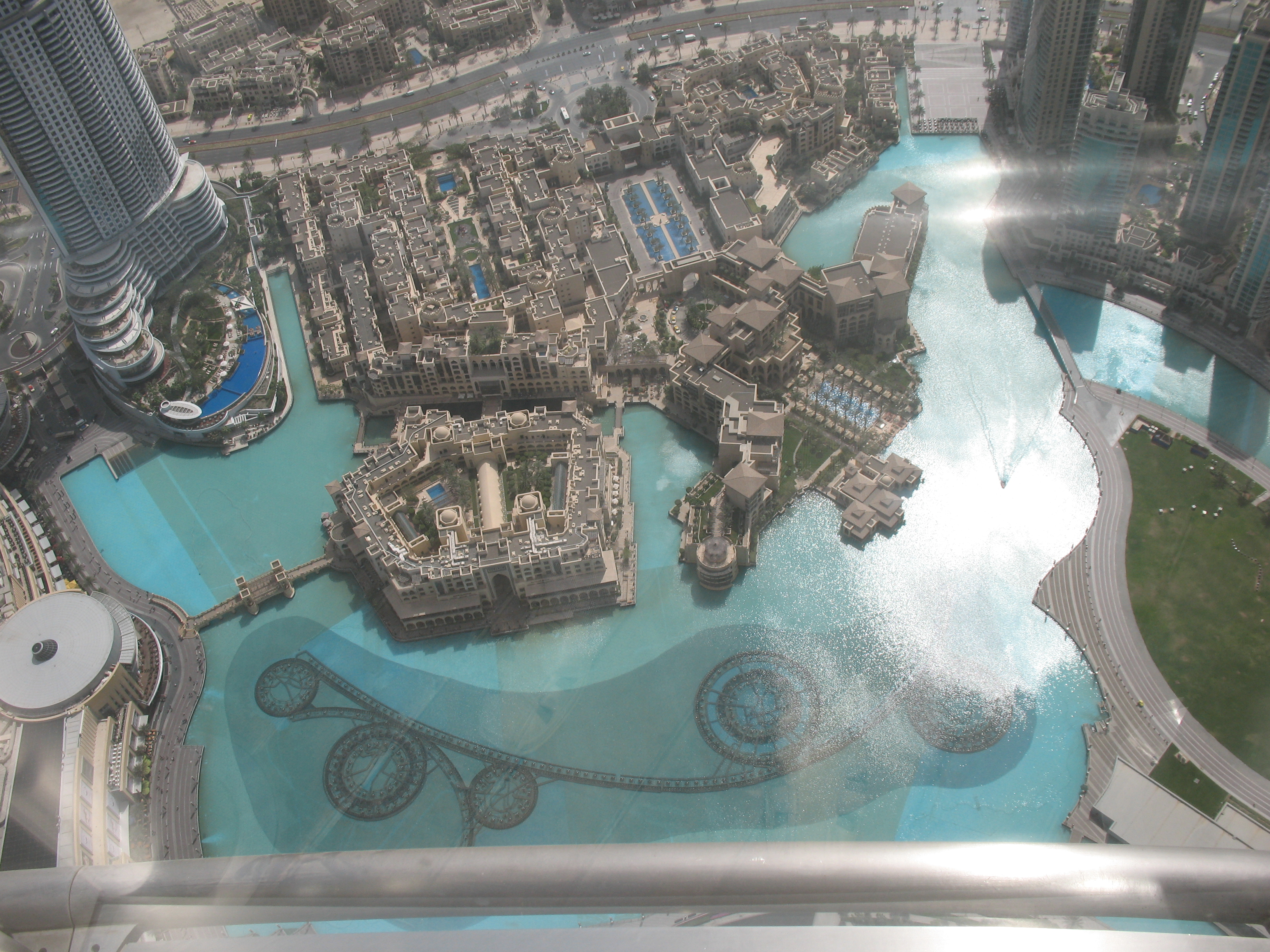
19 лютого 2012 З оглядового майданчика Бурдж-Халіфа
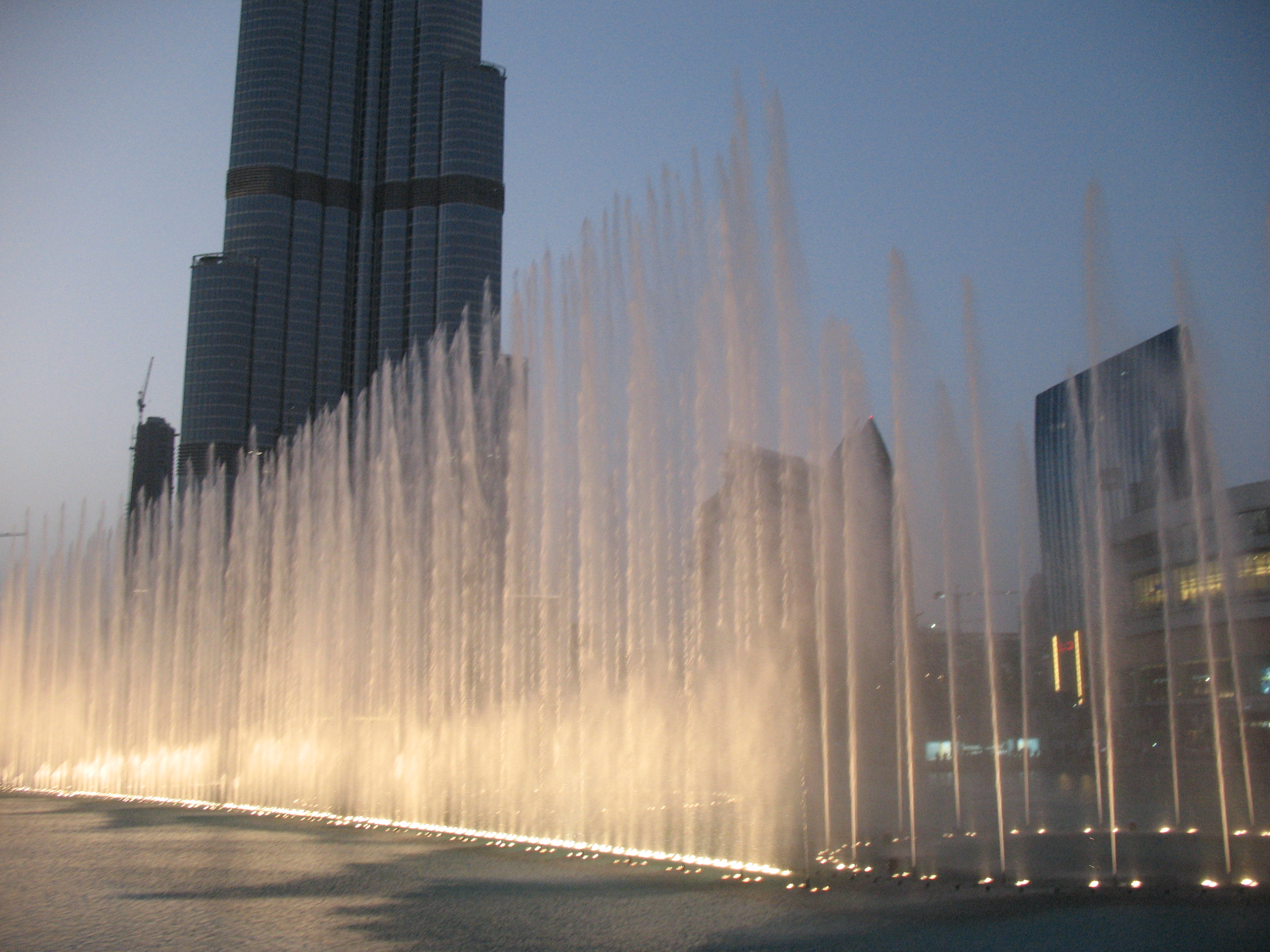
19 лютого 2012
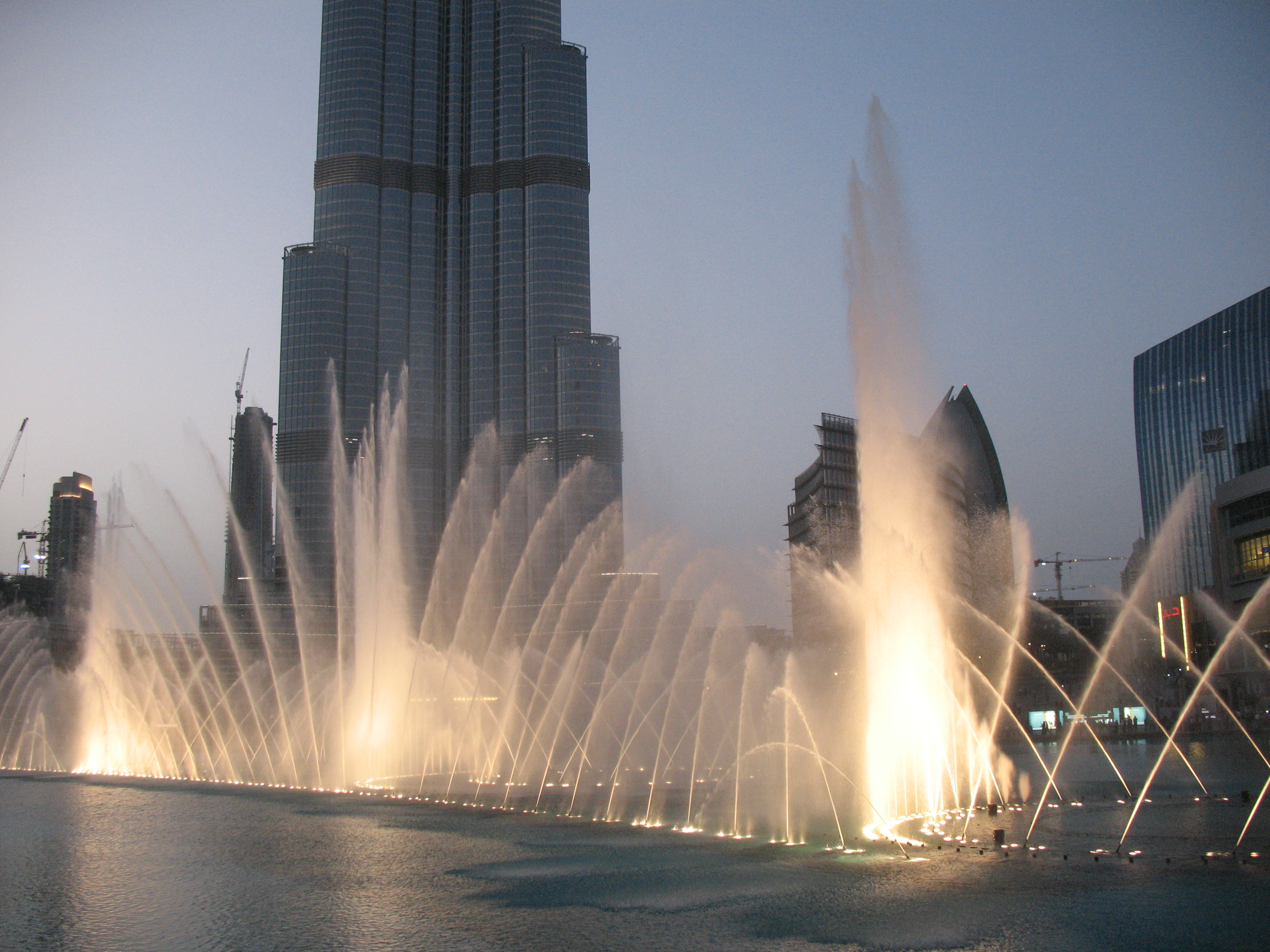
19 лютого 2012
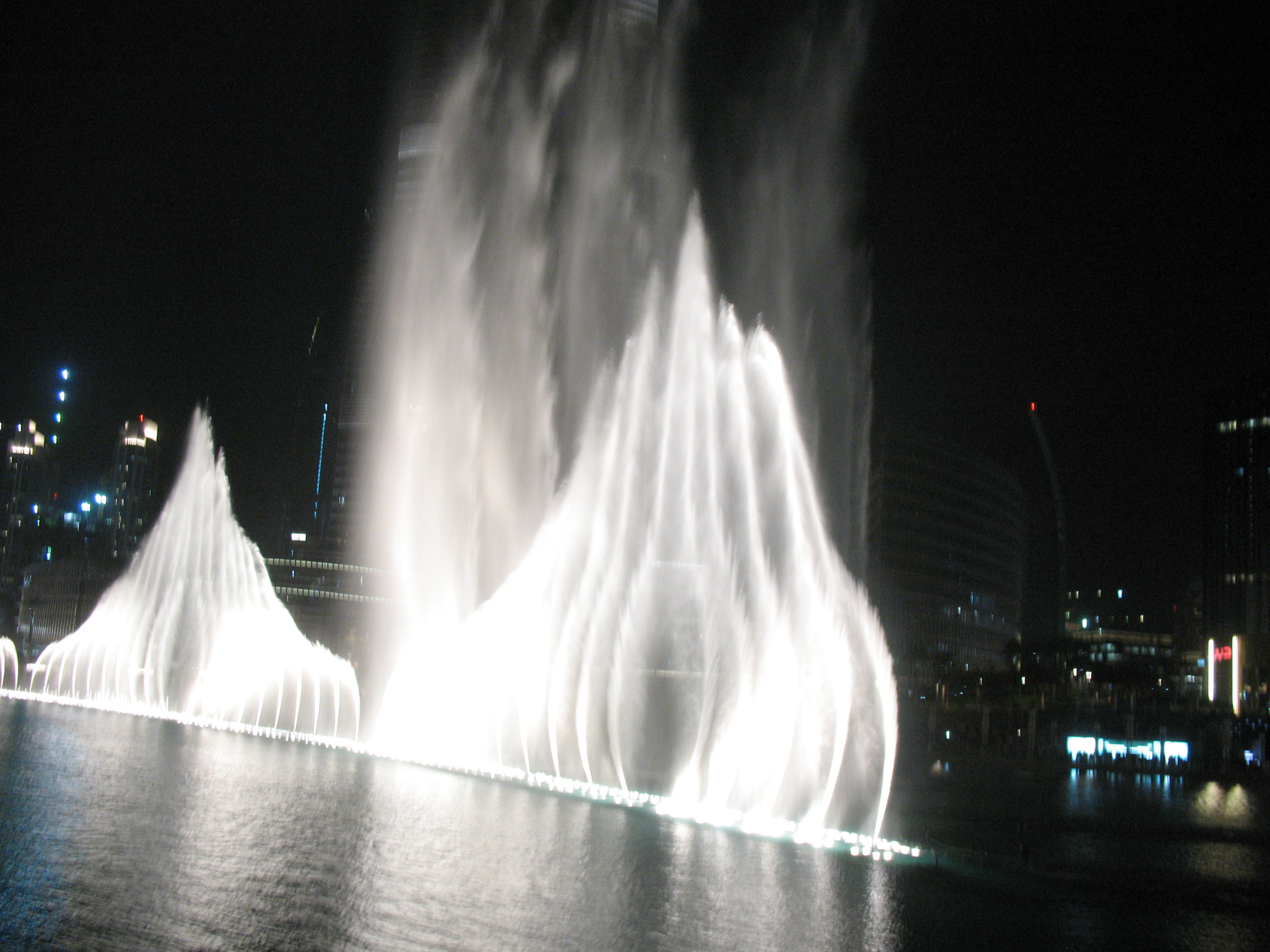
19 лютого 2012
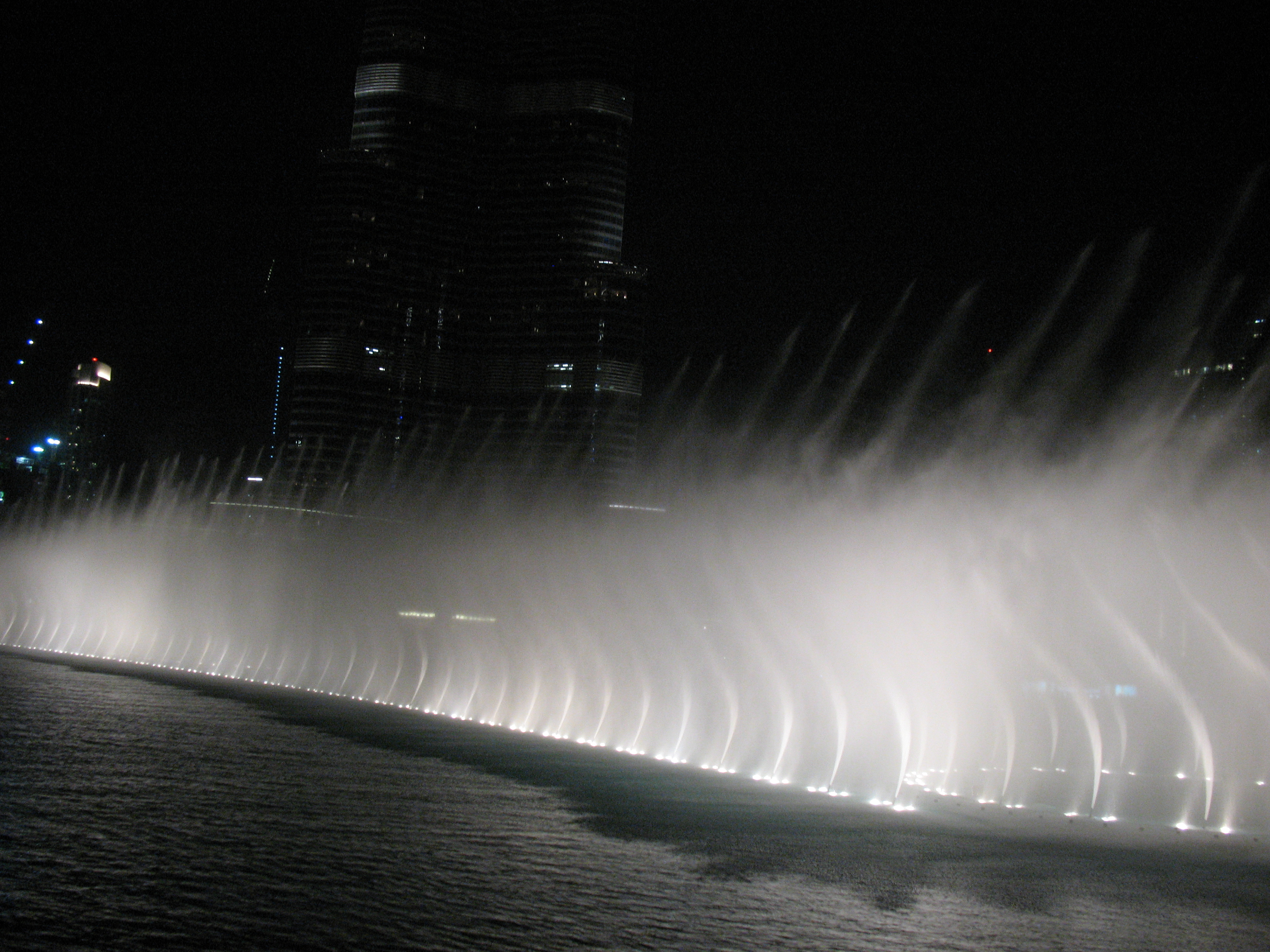
19 лютого 2012